# Davidius moiwanus
Davidius moiwanus är en trollsländeart. Davidius moiwanus ingår i släktet Davidius och familjen flodtrollsländor.

## Underarter
Arten delas in i följande underarter:
- D. m. moiwanus
- D. m. sawanoi
- D. m. taruii